# Dobrotów (przystanek kolejowy)
Dobrotów (ukr. Добротів, ros. Добротов) – przystanek kolejowy w miejscowości Dobrotów, w rejonie nadwórniańskim, w obwodzie iwanofrankiwskim, na Ukrainie. Położony jest na linii Kołomyja – Delatyn.